# Susanne Georgi
Susanne Georgi Nielsen (Kolding, 27 luglio 1976) è una cantante danese residente in Andorra.
Ha rappresentato l'Andorra all'Eurovision Song Contest 2009 con il brano La teva decisió (Get a Life).

## Carriera
Nata nel comune di Kolding, più precisamente nel villaggio di Sjølund, nel 1991 ha fondato insieme alla sorella maggiore Pernille Georgi, il duo eurodance Me & My. Il duo ha ottenuto maggiore visibilità nel 2017, quando il loro singolo Dub-I-Dub è stato incluso in diverse compilation e che ha raggiunto le posizioni più alte delle classifiche europee. Il loro album di debutto omonimo ha venduto più due milioni di copie in Europa.
Parallelamente alla sua carriera musicale, nel 1995 Susanne Georgi si trasferisce in Andorra dove è proprietaria della Stars Academy, la principale accademia musicale del principato.
Nel 2007 le Me & My hanno partecipato al Dansk Melodi Grand Prix, il processo di selezione danese per l'Eurovision Song Contest, con l'inedito Two Are Stronger than One. Dopo aver superato le semifinali, il duo ha avuto accesso alla finale dove si sono classificate al sesto posto. Nonostante la mancata vittoria a Susanne Georgi gli è stata offerta la possibilità di presentare i voti della Danimarca durante la serata finale dell'evento.
Nel 2009 ha partecipato, questa volta come solista, allo show Passaport a Moscou, concorso ideato dall'emittente radiotelevisiva andorrana RTVA come metodo di selezione del rappresentante nazionale all'Eurovision Song Contest, dove ha presentato l'inedito La teva decisió (Get a Life). Il 4 febbraio 2009 Susanna Georgi ha preso parte all'evento, dove il voto combinato di pubblico e giuria l'ha proclamata vincitrice e rappresentante nazionali sul palco eurovisivo a Mosca. Nel maggio successivo si è esibita durante la prima semifinale della manifestazione europea, dove si è piazzata al 15º posto su 18 partecipanti con 8 punti totalizzati, non riuscendo a qualificarsi per la finale.

## Vita privata
Nel 2011 ha sposato il compagno Xavier Puigcercos, con il quale ha poi avuto due figlie: Molly, nata nel 2010, e Shelly, nata nel 2012. Oltre al danese, la sua lingua madre, parla fluentemente l'inglese, il catalano, lo spagnolo ed il tedesco.
Dal 2010 Susanne Georgi è un'attiva sostenitrice del ritorno dell'Andorra all'Eurovision Song Contest, arrivando a stingere accordi verbali con il primo ministro Xavier Espot Zamora, oltre a raccogliere fondi per permettere la partecipazione alla manifestazione canora.

## Discografia

### Singoli
- 2009 – La teva decisió (Get a Life)

### Con Me & My

#### Album in studio
- 1996 – Me & My
- 1999 – Let the Love Go On
- 2001 – Fly High

#### Raccolte
- 2007 – Me & My The Ultimate Collection